# HD 44081
HD 44081，又名BD-20 1355，SAO 171549、HR 2271，是一颗恒星，视星等为5.81，位于銀經228.51，銀緯-16.27，其B1900.0坐标为赤經6h 14m 42.6s，赤緯-20° -16.27′ 5″。